# Липецко
Липецко — деревня в Старорусском районе Новгородской области в составе Наговского сельского поселения.

## География
Находится в южной части Новгородской области на расстоянии приблизительно 24 км на северо-запад по прямой от железнодорожного вокзала города Старая Русса на правом берегу речки Псижа.

## История
На карте 1847 года уже была обозначена. В 1908 году здесь (Старорусский уезд Новгородской губернии) было учтено 30 дворов в деревне Липицк I и 23 в Липицк II.

## Население
Численность населения: 193 человека в деревне Липицк I и 108 в Липицк II (1908 год), 13 (русские 85 %) в 2002 году, 8 в 2010.